# Цагерсдорф
Цагерсдорф (нім. Zagersdorf) — політична громада в політичному окрузі Айзенштадт-Умгебунг федеральної землі Бургенланд, в Австрії.
Цагерсдорф лежить на висоті   м над рівнем моря і займає площу 7,29 км². Громада налічує 988 мешканців. 
Густота населення 136/км².  
|                                     |
| Цагерсдорф на мапі округу та землі. |

 Адреса управління громади: Hauptstraße 15, 7011 Zagersdorf. 

## Демографія
Історична динаміка населення міста за даними сайту Statistik Austria

## Виноски
1. ↑  Dauersiedlungsraum der Gemeinden Politischen Bezirke und Bundesländer - Gebietsstand 1.1.2018 — Статистичне управління Австрії.
2. ↑  Einwohnerzahl 1.1.2018 nach Gemeinden mit Status, Gebietsstand 1.1.2018 — Статистичне управління Австрії.
3. ↑  Статистичне управління Австрії Bevölkerung am 1.1.2021 nach Ortschaften (Gebietsstand 1.1.2021)
4. ↑  www.zagersdorf.at. Архів оригіналу за 11 грудня 2013. Процитовано 30 жовтня 2013.
5. ↑  Gemeindedaten von Zagersdorf. Архів оригіналу за 14 липня 2014. Процитовано 30 жовтня 2013.

| Австрія | Це незавершена стаття з географії Австрії. Ви можете допомогти проєкту, виправивши або дописавши її. |